# Деденевская волость
Деденевская волость — волость в составе Дмитровского уезда Московской губернии. Существовала в 1917—1929 годах. Центром волости был посёлок Деденево.

## История
Деденевская волость была образована в составе Дмитровского уезда в 1917 году. В её состав вошли селения:
- из Гульневской волости: Ермолино, Дьяково, Спас-Каменка, Тефаново, Хорошилово и Шиболово;
- из Ильинской волости: Андреиха, Андрейково, Ассуарово, Афанасово, Базарово, Беклемишево, Благовещенское, Благодать, Боброво, Ваганово, Варварино, Голенищево, Голиково, Голявино, Горки, Горохово, Гришино, Данилиха, Деденево, Дубровки, Ивановское, Игнатово, Икша, Ильинское, Исаково, Капорки, Кекишево, Коверьянки, Кузяево, Курово, Лотосово, Марфино, Медведки,  Мелихово, Минеево, Морозки, Морозово, Муханки, Нерощино, Никулино, Новинки, Новлянки, Парамоново, Подосинки, Полуподосинки, Пуриха, Сазонки, Сбоево, Свистуха, Селевкино, Сурмино, Сычевки, Ульянки, Филимоново, Хлыбы, Хорьяково, Целеево, Шадрино, Шуколово, Шустино и Щепино;
- из Ольговской волости: Гаврилково, Горки-Ольгово, Григорково, Стреково.

По данным 1918 года в Деденевской волости было 8 сельсоветов: Андрейковский, Ассауровский, Гришинский, Деденевский, Ильинский, Икшанский, Парамоновский, Селевкинский.
В 1923 году Андрейковкий с/с был присоединён к Гришинскому. Икшанский с/с был переименован в Игнатовский. Были созданы Дубровский, Спас-Каменский и Щуколовский с/с.
На 1926 год в волости были следующие сельсоветы: Ассауровский, Батюшково,  Гришинский, Деденевский, Дубровский, Игнатовский, Ильинский, Медведки, Парамоновский, Селевкинский, Спас-Каменский, Шуколовский.
В 1927 году был восстановлен Андрейковский с/с. Из части Ассауровского с/с был создан Ивановский с/с; из части Гришинского — Беклемишевский, Мелиховский и Сурминский; из части Ильинского — Куровский; из части Парамоновского — Григорковский; из части Щуколовского — Кузяевский.
В ходе реформы административно-территориального деления СССР в 1929 году Деденевская волость была упразднена, а все сельсоветы вошли в Дмитровский район Московского округа Московской области.